# Список финалов чемпионатов Европы по футболу
Чемпионат Европы по футболу (англ. UEFA European Championship) — главное соревнование национальных сборных, проводимое под руководством УЕФА. Соревнование проводится каждые 4 года, начиная с 1960 года. За всю историю своего существования европейские футбольные чемпионаты проходили 16 раз, а их победителями становились сборные одиннадцати стран.
Первый финал прошёл в Париже между СССР и Югославией в 1960 году. Победу праздновала сборная СССР, забив победный мяч в дополнительное время. Последний финал состоялся в Берлине, который выиграла Испания, победив Англию со счётом 2:1.
Из 17 финалов 7 матчей завершались в основное время (90 минут) с ничейным результатом. Чемпионы 1960, 1976, 1996, 2000 и 2016 годов определялись в дополнительное время, а в финале Евро-1968 первый матч завершился в ничью и согласно регламенту два дня спустя состоялась переигровка решающего матча. В финале Евро-1976 даже после дополнительного времени счёт оставался ничейным, поэтому победитель определялся в серии послематчевых пенальти. Финал чемпионата 2020 был решён в серии пенальти с Италией победившей Англию.
Самая титулованная сборная — Испания она выигрывала чемпионат 4 раза и ещё 1 была финалистом, на втором месте идёт Германия: она выигрывала чемпионат 3 раза и 3 раза была финалистом. Замыкает тройку лучших Италия, дважды она становилась чемпионом и два раза была финалистом.

## Все финалы

### 1960
| 10 июля 1960 Финал | СССР                             | 2:1   | Югославия | Париж, Франция                                                               |
| 21:30 CET | Метревели 49′ · Понедельник 113′ | Отчёт | Галич 43′ | Стадион: «Парк де Пренс» Зрителей: 20 000 Судья: Артур Эдвард Эллис (Англия) |
| СССР: Яшин, Чохели, Маслёнкин, Крутиков, Войнов, Нетто (к), Метревели, Вал. Иванов, Понедельник, Бубукин, Месхи. Югославия: Видинич, Дуркович, Юсуфи, Жанетич, Миладинович, Перушич, Шекуларац, Еркович, Галич, Матуш, Костич. |                                  |       |           |                                                                              |

Финальный матч чемпионата Европы по футболу 1960 года, прошёл 10 июля 1960 года на стадионе «Парк де Пренс» в Париже, Франция. В матче приняли участие сборные СССР и Югославии. Чемпионами стали игроки сборной СССР, обыграв сборную Югославии в овертайме со счётом 2:1. Эта победа сборной СССР является её лучшим достижением на первенствах Европы.

### 1964
| 21 июня 1964 Финал | Испания                   | 2:1   | СССР        | Мадрид, Испания                                                             |
| 18:30 CET | Переда 7′ · Марселино 84′ | Отчёт | Хусаинов 8′ | Стадион: «Сантьяго Бернабеу» Зрителей: 79 115 Судья: Артур Холланд (Англия) |
| Испания: Ирибар, Ривилья, Оливелья (к), Соко, Кальеха, Фусте, Суарес, Переда, Амансио,Марселино Мартинес, Лапетра. СССР: Яшин, Мудрик, Шустиков, Шестернёв, Аничкин, А.Корнеев, Воронин, Численко, Вал. Иванов (к), Понедельник, Хусаинов. |                           |       |             |                                                                             |

Финальный матч чемпионата Европы по футболу 1964 года, прошёл 21 июня 1964 года на стадионе «Сантьяго Бернабеу» в Мадриде, Испания. В матче приняли участие сборные Испании и СССР. Чемпионами стали игроки сборной Испании, обыграв сборную СССР со счётом 2—1.

### 1968
| 10 июня 1968 Финал | Италия                  | 2:0   | Югославия | Рим, Италия                                                                               |
| 22:15 CET | Рива 12′ · Анастази 31′ | Отчёт |           | Стадион: «Стадио Олимпико» Зрителей: 55 000 Судья: Хосе Мария Ортис де Мендибил (Испания) |
| Италия: Дзофф, Бурньич, Гуарнери, Сальвадоре, Факкетти, Де Систи, Розато, Маццола, Доменгини, Анастази, Рива. Югославия: И.Пантелич, Фазлагич, Паунович, Хольцер, Дамянович, Павлович, Тривич, Ачимович, Хошич, Мусемич, Джаич. |                         |       |           |                                                                                           |

Финальные матчи чемпионата Европы по футболу 1968 года, прошли 8 и 10 июня 1968 года на Олимпийском стадионе в Риме. Первый матч завершился в ничью и по правилам последовала переигровка, в которой сильнее оказалась сборная Италии, обыграв сборную Югославии со счётом 2-0. Голы забили Луиджи Рива и Пьетро Анастази.

### 1972
| 18 июня 1972 Финал | ФРГ                             | 3:0   | СССР | Брюссель, Бельгия                                                     |
| 16:00 CET | Г. Мюллер 27′, 58′ · Виммер 51′ | Отчёт |      | Стадион: «Эйзель» Зрителей: 50 000 Судья: Фердинанд Маршалл (Австрия) |
| ФРГ: Майер, Хёттгес, Брайтнер, Шварценбек, Беккенбауэр (к), Виммер, Хайнкес, У. Хёнесс, Г. Мюллер, Нетцер, Э. Кремерс. СССР: Рудаков, Дзодзуашвили, Хурцилава (к), Капличный, Истомин, Коньков (Долматов, 46), Трошкин, Колотов, Байдачный, Банишевский (Козинкевич, 63), Онищенко. |                                 |       |      |                                                                       |

Финальный матч чемпионата Европы по футболу 1972 года, прошёл 18 июня 1972 года на стадионе «Эйзель» в Брюсселе, Бельгия. В матче приняли участие сборные СССР и ФРГ. Чемпионами стали игроки сборной ФРГ, обыграв сборную СССР со счётом 3:0.

### 1976
| 20 июня 1976 Финал | ФРГ                             | 2:2 (3:5 пен.) | Чехословакия            | Белград, Югославия                                                       |
| 20:15 CET | Д. Мюллер 28′ · Хёльценбайн 90′ | Отчёт          | Швеглик 8′ · Добиаш 25′ | Стадион: «Црвена звезда» Зрителей: 30 790 Судья: Сержио Гонелла (Италия) |
| ФРГ: Майер, Фогтс, Беккенбауэр (к), Шварценбек, Дитц, Бонхоф, Беер (Бонгартц, 80), Виммер (Флоэ, 46), У.Хёнесс, Д.Мюллер, Хёльценбайн. Чехословакия: Виктор, Пиварник, Ондруш (к), Й.Чапкович, К.Гёг, Добиаш (Ф.Весёлый, 94), Модер, Паненка, М.Масный, Швеглик (Юркемик, 80), Негода. |                                 |                |                         |                                                                          |

Финальный матч чемпионата Европы по футболу 1976 года, прошёл 20 июня 1976 года на стадионе «Црвена звезда» в Белграде, Югославия. В матче приняли участие сборные Чехословакии и ФРГ.
Чемпионами стали игроки сборной Чехословакии, обыграв сборную ФРГ в серии послематчевых пенальти со счётом 5:3. В истории немецкого футбола это событие известно как Белградская ночь.

### 1980
| 22 июня 1980 Финал | ФРГ             | 2:1   | Бельгия                | Рим, Италия                                                            |
| 20:30 CET | Хрубеш 10′, 88′ | Отчёт | Вандерэйкен 75′ (пен.) | Стадион: «Олимпийский» Зрителей: 47 864 Судья: Николае Райня (Румыния) |
| ФРГ: Шумахер, Кальтц, Штилике, К-Х.Фёрстер, Дитц, Шустер, Бригель (Кульманн, 55), Х.Мюллер, Хрубеш, К-Х.Румменигге, Аллофс. Бельгия: Пфафф, Геретс, Меувс, Ренкин, Миллекамп, Коолс, Вандерэйкен, Ван Мур, Кулеманс, Ф.Ван дер Эльст, Момменс. |                 |       |                        |                                                                        |

Финальный матч чемпионата Европы по футболу 1980 года, прошёл 22 июня 1980 года на Олимпийском стадионе в Риме, Италия. В матче приняли участие сборные ФРГ и Бельгии. Чемпионами стали игроки сборной ФРГ, обыграв сборную Бельгии со счётом 2:1.

### 1984
| 27 июня 1984 Финал | Франция                  | 2:0   | Испания | Париж, Франция                                                                 |
| 20:00 CET | Платини 57′ · Беллон 90′ | Отчёт |         | Стадион: «Парк де Пренс» Зрителей: 47 368 Судья: Войтех Христов (Чехословакия) |
| Франция: Батс, Баттистон (Аморос, 72), Ле Ру, Босси, Домерг, Жиресс, Тигана, Фернандес, Платини (к), Лякомб (Женгини, 80), Беллон. Испания: Арконада (к), Уркиага, Салва (Роберто, 85), Гальего, Сеньор, Хулио-Альберто (Сарабия, 77), Виктор, Камачо, Франсиско, Сантильяна, Карраско |                          |       |         |                                                                                |

Финальный матч чемпионата Европы по футболу 1984 года, прошёл 27 июня 1984 года на стадионе «Парк де Пренс» в Париже, Франция. В матче приняли участие сборные Франции и Испании. Чемпионами стали игроки сборной Франции, обыграв сборную Испании со счётом 2:0.

### 1988
| 25 июня, 1988 Финал | Нидерланды                  | 2:0   | СССР | Мюнхен, ФРГ                                                                   |
| 15:30 CET | Гуллит 34′ · ван Бастен 54′ | Отчёт |      | Стадион: «Олимпийский стадион» Зрителей: 72 308 Судья: Мишель Вотро (Франция) |
| Нидерланды: ван Брёкелен, ван Тигелен, Р.Куман, ван Арле, Ваненбург, Мюрен, Гуллит, ван Бастен, Э.Куман, Райкаард, Ваутерс. СССР: Дасаев (к), Демьяненко, Хидиятуллин,Рац, Алейников, Литовченко, Заваров, Протасов (Пасулько 71), Беланов, Михайличенко, Гоцманов (Балтача 68). |                             |       |      |                                                                               |

Финальный матч чемпионата Европы по футболу 1988 года, который прошёл 25 июня 1988 года на Олимпийском стадионе в Мюнхене, ФРГ. Золото чемпионата в этом матче оспаривали сборные СССР и Нидерландов. Чемпионом стала сборная Нидерландов, обыграв сборную СССР со счётом 2:0.
На 34-й минуте сборная Нидерландов открыла счет. На 54-й минуте Марко ван Бастен, с правого фланга под довольно острым углом расстреливает ворота Дасаева — 2:0 в пользу Нидерландов. На 68-й минуте вратарь голландцев ван Брёкелен сбивает в штрафной Сергея Гоцманова. 11-метровый поручено бить Игорю Беланову, но тот пробил бесхитростно, по центру ворот, и вратарю не составило большого труда парировать его удар.
В оставшееся время опытная сборная Нидерландов уверенно довела игру до победы и впервые в своей истории стала чемпионом Европы. Ранее она лишь один раз (в 1976 году) поднималась на пьедестал почёта главного европейского турнира, заняв 3-е место. В активе же советской сборной после данного матча имелось одно «золото» (1960) и три «серебра» (1964, 1972, 1988) чемпионата Европы.

### 1992
| 26 июня 1992 Финал | Дания                     | 2:0   | Германия | Гётеборг, Швеция                                                   |
| 20:15 CET | Йенсен 19′ · Вильфорт 79′ | Отчёт |          | Стадион: «Уллеви» Зрителей: 37 800 Судья: Бруно Галлер (Швейцария) |
| Дания: Шмайхель, Сивебэк (Кристиансен, 66), К. Нильсен, Ульсен (к), Кристофте, Йенсен, Пехник, Ларсен, Вильфорт, Лаудруп, Поульсен. Германия: Иллгнер, Ройтер, Бреме (к), Колер, Бухвальд, Хесслер, Хельмер, Заммер (Долль, 46), Эффенберг (Том, 80), Ридле, Клинсманн. |                           |       |          |                                                                    |

Финальный матч чемпионата Европы по футболу 1992 года, прошёл 26 июня 1992 года на стадионе «Уллеви» в Гётеборге, Швеция. В матче приняли участие сборные Дании и Германии. Чемпионами стали игроки сборной Дании, обыграв сборную Германии со счётом 2:0.

### 1996
| 26 июня 1996 Финал | Германия               | 2:1(доп. время) | Чехия                    | Лондон, Англия                                                         |
| 19:00 CET | Оливер Бирхофф 73′ 95' | Отчёт           | Патрик Бергер 59′ (пен.) | Стадион: «Уэмбли» Зрителей: 73,611 Судья: Пьерлуиджи Пайретто (Италия) |
| Германия: Кёпке; Баббель; Заммер; Хельмер; Шолль (Бирхофф, 68); Штрунц; Альтс (Боде, 46); Хёсслер; Циге; Клинсманн; Кунтц. Чехия: Коуба; Рада; Кадлец; Сухопарек; Горняк; Бейбл; Недвед; Немец; Поборский (Шмицер, 87); Кука; Бергер. |                        |                 |                          |                                                                        |

Финальный матч чемпионата Европы по футболу 1996 года, прошёл 30 июня 1996 года на стадионе «Уэмбли» в Лондоне, Англия. В матче приняли участие сборные Чехии и Германии. Чемпионами стали игроки сборной Германии, обыграв сборную Чехии в овертайме (забив золотой гол) со счётом 2:1.

### 2000
| 2 июля 2000 Финал | Франция                                    | 2:1(доп. время) | Италия         | Роттердам, Нидерланды                                              |
| 20:00 CET | Сильвен Вильтор 90+4′ · Давид Трезеге 103' | Отчёт           | Дельвеккьо 55′ | Стадион: «Фейеноорд» Зрителей: 48,200 Судья: Андерс Фриск (Швеция) |
| Франция: Бартез, Тюрам, Блан, Десайи, Лизаразю (Пирес, 85), Джоркаефф (Трезеге, 76), Виера, Дешам, Зидан, Дюгарри (Вильторд, 58), Анри. Италия: Тольдо, Мальдини, Каннаваро, Неста, Юлиано, Ди Бьяджо (Амброзини, 65), Пессотто, Альбертини, Фиоре (Дель Пьеро, 53), Тотти, Дельвеккьо (Монтелла, 85). |                                            |                 |                |                                                                    |

Финальный матч чемпионата Европы по футболу 2000 года, прошёл 2 июля 2000 года на стадионе «Фейеноорд» в Роттердаме, Нидерланды. В матче приняли участие сборные Франции и Италии. Чемпионами стали игроки сборной Франции, обыграв сборную Италии в овертайме со счётом 2—1, победный мяч Давид Трезеге забил по правилам «золотого гола».

### 2004
| 4 июля 2004 Финал | Португалия | 0:1   | Греция        | Лиссабон, Португалия                                             |
| 20:45 CET |            | Отчёт | Харистеас 57′ | Стадион: «Да Луж» Зрителей: 62 865 Судья: Маркус Мерк (Германия) |
| Португалия: Рикарду, Жорже Андраде, Коштинья (Руй Кошта, 60), Фигу, Паулета (Нуну Гомиш, 71), Мигель (Паулу Ферейра, 44), Нуну Валенте, Рикардо Карвалью, Роналду, Манише, Деку. Греция: Никополидис, Сейтаридис, Деллас, Басинас, Загоракис, Яннакополус (Венетидис, 76), Харистеас, Фиссас, Вризас (Пападополус, 82), Капсис, Кацуранис. |            |       |               |                                                                  |

Финальный матч чемпионата Европы по футболу 2004 года, прошёл 4 июля на стадионе «Да Луж» в Лиссабоне, Португалия. В матче приняли участие сборные Португалии и Греции. Чемпионами стали игроки сборной Греции, обыграв сборную Португалии со счётом 1:0. Победный гол на 57—й минуте забил Ангелос Харистеас.

### 2008
| 29 июня 2008 Финал | Германия | 0:1   | Испания    | Вена, Австрия                                                             |
| 20:45 CET |          | Отчёт | Торрес 33′ | Стадион: «Эрнст Хаппель» Зрителей: 51 428 Судья: Роберто Розетти (Италия) |
| Германия: Леманн, Фридрих, Мертесакер, Метцельдер, Лам (Янсен, 46), Фрингс, Хитцльспергер (Кураньи, 58), Швайнштайгер, Баллак, Подольски, Клозе (Гомес, 79). Испания: Касильяс, Серхио Рамос, Марчена, Пуйоль, Капдевила, Сенна, Иньеста, Хави, Фабрегас (Хаби Алонсо, 63), Сильва (Касорла, 66), Торрес (Гуиса, 78). |          |       |            |                                                                           |

Финальный матч чемпионата Европы по футболу 2008 года, состоялся 29 июня на стадионе Эрнста Хаппеля в Вене (Австрия) между сборной Германии и сборной Испании. Главный судья — Роберто Розетти (Италия).
Сборная Германии завоевала право на выход в финал, победив 25 июня сборную Турции со счётом 3:2 в основное время. Сборная Испании вышла в финал после своей победы 26 июня над сборной России со счётом 3:0 в основное время.
Перед матчем состоялась заключительная церемония чемпионата, в которой было задействовано 400 человек, включая испанского певца Энрике Иглесиаса, который спел официальную песню чемпионата Can You Hear Me.
Матч начался в 20:45 по среднеевропейскому времени. Со счётом 0:1 победила сборная Испании, единственный мяч забил Фернандо Торрес, продавивший Филиппа Лама и, выскочив один на один с Йенсом Леманном, пославший мяч впритирку со штангой. За победу в финале сборная Испании получила денежный приз в размере 7 500 000 €.

### 2012
| 1 июля 2012 Финал | Испания                                        | 4:0   | Италия | Киев, Украина                                                             |
| 21:45 CET | Сильва 14′ · Альба 41′ · Торрес 84′ · Мата 88′ | Отчёт |        | Стадион: «Олимпийский» Зрителей: 63 170 Судья: Педру Проэнса (Португалия) |
| Испания: Касильяс, Пике, Иньеста (Мата 86), Хави, Фабрегас (Торрес 75), Алонсо, Рамос, Бускетс, Арбелоа, Альба, Сильва (Педро 59). Италия: Буффон, Кьеллини (Бальцаретти 21), Абате, Маркизио, Балотелли, Кассано (Ди Натале 46), Бардзальи, де Росси, Монтоливо (Мотта 57), Бонуччи, Пирло. |                                                |       |        |                                                                           |

Финальный матч чемпионата Европы по футболу 2012 года, состоялся 1 июля на стадионе «Олимпийский» в Киеве между сборной Испании и сборной Италии. Главный судья — Педру Проэнса (Португалия). Матч закончился победой Испании.
Сборная Испании завоевала право на выход в финал, победив 27 июня сборную Португалии со счётом 4:2 в серии пенальти. Сборная Италии вышла в финал после своей победы 28 июня над сборной Германии со счётом 2:1 в основное время.
Перед матчем состоялась заключительная церемония чемпионата, в которой было задействовано более 600 человек, включая немецкую певицу Осеану, которая спела официальную песню чемпионата Endless Summer.
Сборная Италии в начале игры допускала большее количество ошибок. Испанцы выглядели свежее, увереннее и методично расшатывали оборону соперника. На 14-й минуте пиринейцы добились успеха: Андрес Иньеста сделал передачу на Сеска Фабрегаса, и тот с острого угла подал прямо на голову Давида Сильвы. Полузащитник сборной Испании открыл счёт в игре. После пропущенного гола, Италия бросилась отыгрываться, но, кроме дальних ударов, не смогла создать у ворот Икера Касильяса ничего существенного. Увлёкшись атакой, на последних минутах первого тайма итальянцы пропустили быструю контратаку соперника: Хорди Альба убежал от центрбеков итальянцев и, выйдя один на один с Джанлуиджи Буффоном, забил второй мяч.
После перерыва Пранделли сменил Кассано на Ди Натале. Последний активно вошёл в игру, однако не смог забить. На 57-й минуте в сборной Италии состоялась третья замена, вышел Тьяго Мотта вместо Риккардо Монтоливо. Через пять минут Мотта получит травму, он потянул мышцу задней поверхности бедра и его на носилках вынесли в подтрибунное помещение. Сборная Италии осталась в меньшинстве. Испанцы продолжили атаковать. На 84-й минуте Фернандо Торрес, который заменил Фабрегаса реализовал передачу от Хави Эрнандеса, которая вывела Торреса один на один с Буффоном — 3:0. А за две минуты до конца основного времени Торрес ассистировал уже Хуану Мате, который только появился на поле — 4:0.
Сборная Испании стала первой командой, которая выиграла дважды подряд чемпионат Европы и первой командой, которая трижды подряд победила в главных футбольных турнирах (ЧЕ-2008, ЧМ-2010 и ЧЕ-2012). Кроме того, это была победа в финальном матче с наибольшим счётом за всю историю соревнований.

### 2016
| 10 июля 2016 Финал | Португалия | 1:0 (0:0) (д. в.) | Франция | Сен-Дени, Франция                                               |
| 21:00 UTC+2 | Эдер 109′  | отчёт             |         | Стадион: Стад де Франс Зрителей: 75 868 Судья: Марк Клаттенбург |
| Португалия: Руй Патрисиу, Седрик Суариш, Пепе, Жозе Фонти, Рафаэл Геррейру, Ренату Санчеш (Эдер 79), Виллиам Карвалью, Адриэн Силва (Жоау Моутинью 66), Жоау Мариу, Нани, Криштиану Роналду (Рикарду Куарежма 25). Франция: Юго Ллорис, Бакари Санья, Лоран Косьельни, Самюэль Юмтити, Патрис Эвра, Мусса Сиссоко (Антони Марсьяль 110), Поль Погба, Блез Матюиди, Димитри Пайет (Кингсли Коман 58), Антуан Гризманн, Оливье Жиру (Андре-Пьер Жиньяк 78). |            |                   |         |                                                                 |

Французы захватили инициативу с первых минут, на 6-й минуте опасный удар нанёс Сиссоко, а через минуту по воротам пробил лучший бомбардир чемпионата Антуан Гризманн. На десятой минуты Гризманн имел ещё один шанс открыть счёт — Руй Патрисиу отбил мяч на угловой. После подачи углового, удар нанёс уже Оливье Жиру, но мимо ворот. На 12-й минуте Димитри Пайет опасно атаковал Криштиану Роналду. Первый удар по воротам французов нанёс Нани. После этого игра несколько успокоилась. На 24-й минуте лидер португальцев попросил замену и на носилках покинул поле. На 25-й минуте его заменил Рикардо Куарежма, а Нани получил от Криштиану капитанскую повязку. Преимущество французов стала более ощутимым. На правом фланге остро действовал Мусса Сиссоко, на левом — Пайет и Жиру. С 33-й минуты португальцы постепенно выровняли игру и даже подали два угловых. Концовка первого тайма прошла в обоюдных атаках.
Второй тайм начался с атак португальцев и при определённом преимуществе последних. С 60-й минуты преимущество было на стороне хозяев, дважды остро бил по воротам Гризманн — на 66-й и 73-й минутах. Жиру на 75-й имел реальную возможность открыть счёт в матче. Единственным острым моментом у португальцев был опасный удар Нани на 81-й минуте, в дальнейшем атаковали только французы, а на второй добавленной минуте (арбитр добавил пять минут) Жиньяк попал в штангу. Основное время завершилось вничью 0:0.
В дополнительное время команды играли очень осторожно. В третьем тайме больше атаковали хозяева, а в четвёртом португальцы играли на контратаках до забитого гола. На 109-й минуте Эдер дальним ударом поразил ворота Уго Льориса, после этого пиренейцы больше владели мячом. Дешам попытался переломить ход матча, выпустив на оставшиеся 10 минут матча нападающего Антони Марсьяля, однако и это не помогло — сборная Португалии впервые в своей истории стала чемпионом Европы.

### Список финалов
| Год  | Победитель   | Счёт              | Финалист   | Стадион             | Город                 | Прим.         |
| ---- | ------------ | ----------------- | ---------- | ------------------- | --------------------- | ------------- |
| 1960 | СССР         | 2:1               | Югославия  | Парк де Пренс       | Париж, Франция        | [ 13 ] [ 14 ] |
| 1964 | Испания      | 2:1               | СССР       | Сантьяго Бернабеу   | Мадрид, Испания       | [ 2 ] [ 15 ]  |
| 1968 | Италия       | 2:0               | Югославия  | Олимпийский стадион | Рим, Италия           | [ 16 ] [ 17 ] |
| 1972 | Германия     | 3:0               | СССР       | Эйзель              | Брюссель, Бельгия     | [ 18 ] [ 19 ] |
| 1976 | Чехословакия | 2:2               | Германия   | Црвена звезда       | Белград, Югославия    | [ 21 ] [ 22 ] |
| 1980 | Германия     | 2:1               | Бельгия    | Олимпийский стадион | Рим, Италия           | [ 23 ] [ 24 ] |
| 1984 | Франция      | 2:0               | Испания    | Парк де Пренс       | Париж, Франция        | [ 25 ] [ 26 ] |
| 1988 | Нидерланды   | 2:0               | СССР       | Олимпийский стадион | Мюнхен, ФРГ           | [ 27 ] [ 28 ] |
| 1992 | Дания        | 2:0               | Германия   | Уллеви              | Гётеборг, Швеция      | [ 29 ] [ 30 ] |
| 1996 | Германия     | 2:1               | Чехия      | Уэмбли              | Лондон, Англия        | [ 32 ] [ 33 ] |
| 2000 | Франция      | 2:1               | Италия     | Фейеноорд           | Роттердам, Нидерланды | [ 35 ] [ 36 ] |
| 2004 | Греция       | 1:0               | Португалия | Эштадиу да Луш      | Лиссабон, Португалия  | [ 37 ] [ 38 ] |
| 2008 | Испания      | 1:0               | Германия   | Эрнст Хаппель       | Вена, Австрия         | [ 39 ] [ 40 ] |
| 2012 | Испания      | 4:0               | Италия     | Олимпийский         | Киев, Украина         | [ 41 ]        |
| 2016 | Португалия   | 1:0               | Франция    | Стад де Франс       | Сен-Дени, Франция     | [ 14 ] [ 43 ] |
| 2020 | Италия       | 1:1 (3:2 по пен.) | Англия     | Уэмбли              | Лондон, Англия        | [ 44 ]        |
| 2024 | Испания      | 2:1               | Англия     | Олимпийский стадион | Берлин, Германия      | [ 45 ]        |

|  | Матч был выигран в дополнительное время    |
|  | Матч был выигран по пенальти               |
|  | Матч был выигран после переигровки         |
|  | Матч был выигран по правилам золотого гола |

## Статистика

Страны-победители чемпионатов Европы по количеству завоёванных титулов.

| Команда              | Финалы | Победы | Поражения | Года                               |
| -------------------- | ------ | ------ | --------- | ---------------------------------- |
| Германия             | 6      | 3      | 3         | 1972, 1976, 1980, 1992, 1996, 2008 |
| Испания              | 5      | 4      | 1         | 1964, 1984, 2008, 2012, 2024       |
| Италия               | 4      | 2      | 2         | 1968, 2000, 2012, 2020             |
| Франция              | 3      | 2      | 1         | 1984, 2000, 2016                   |
| СССР                 | 4      | 1      | 3         | 1960, 1964, 1972, 1988             |
| Португалия           | 2      | 1      | 1         | 2004, 2016                         |
| Чехословакия / Чехия | 2      | 1      | 1         | 1976, 1996                         |
| Нидерланды           | 1      | 1      | 0         | 1988                               |
| Дания                | 1      | 1      | 0         | 1992                               |
| Греция               | 1      | 1      | 0         | 2004                               |
| Югославия            | 2      | 0      | 2         | 1960, 1968                         |
| Англия               | 2      | 0      | 2         | 2020, 2024                         |
| Бельгия              | 1      | 0      | 1         | 1980                               |

## Комментарии
1. ↑  Основное время завершилось ничьей 1-1.[1]
2. ↑  Первая игра завершилась ничьей 1-1.[3]
3. ↑  Основное время завершилось ничьей 2-2. Чехословакия выиграла 5-3 по пенальти.[20]
4. ↑  Основное время завершилось ничьей 1-1. Германия забила золотой гол на 5-й минуте дополнительного времени.[31]
5. ↑  Основное время завершилось ничьей 1-1. Франция забила золотой гол на 13-й минуте дополнительного времени.[34]
6. ↑  Основное время завершилось ничьей 0-0.[42]